# Leucospidae
Famille
Les Leucospidae sont une famille d'insectes hyménoptères apocrites Terebrantes de la super-famille des Chalcidoidea. C'est une famille d'insectes entomophages parasitant essentiellement des hyménoptères Megachillidae.

## Taxonomie
Cette famille est divisée en 4 genres pour 134 espèces, le genre Leucospis regroupant à lui seul 84 % des espèces (112 espèces).
- Leucospis Fabricius 1775 cosmopolite principalement parasite de Megachillidae
- Micrapion Kriechbaumer 1894  restreint à l’Afrique sur Ceratina (Xylocopinae), Ceratinella (Araignée)
- Neleucospis Boucek 1974 restreint à l’Afrique sur Sphecidae.
- Polistomorpha Westwood 1839 présent uniquement en Amérique du Sud sur Euglossa (Apidae)

## Liste des espèces
| - Genre Leucospis Fabricius 1775 - addenda Boucek 1974 - affinis Say 1824 - africana Cameron 1907 - aliena Boucek 1974 - anthidioides Westwood 1874 - antiqua Walker 1862 - aruina Walker 1862 - atriceps (Girault 1925) - aurantiaca Shestakov 1923 - auripyga Boucek 1974 - australis Walker 1871 - azteca Cresson 1872 - bakeri Crawford 1915 - banksi Weld 1922 - bifasciata Klug 1814 - biguetina Jurine 1807 - bioculata Boucek 1974 - birkmani Brues 1925 - brasiliensis Boucek 1974 - brevicauda Fabricius 1804 - buchi Hedqvist 1968 - bulbiventris Cresson 1872 - calligastri (Ferrière 1938) - carinifera Kriechbaumer 1894 - cayennensis Westwood 1839 - clavigaster Boucek 1974 - colombiana Boucek 1974 - conicus (Schrank 1802) - coxalis Kirby 1885 - darjilingensis Mani 1937 - desantisi Boucek 1974 - Leucospis dorsigera Fabricius 1775 - egaia Walker 1862 - elegans Klug 1834 - enderleini Ashmead 1904 - fallax Boucek 1974 - femoricincta Boucek 1974 - fuelleborniana Enderlein 1903 - funerea Schletterer 1890 - genalis Boucek 1974 - gigas Fabricius 1793 - giraulti Boucek 1974 - globigera Boucek 1974 - guzeratensis Westwood 1839 - histrio Maindron 1878 - holubi Boucek 1974 - hopei Westwood 1835 | - - ignota Walker 1862 - imitans Boucek 1974 - incarnata Westwood 1839 - insularis Kirby 1900 - intermedia Illiger 1807 - japonica Walker 1871 - klugii Westwood 1839 - lankana Boucek & Narendran 1981 - latifrons Schletterer 1890 - leptomera Boucek 1974 - leucotelus Walker 1852 - mackerrasi Naumann 1981 - maculata Weld 1922 - malaica Schletterer 1890 - manaica Roman 1920 - metatibialis Boucek 1974 - mexicana Walker 1862 - micrura Schletterer 1890 - miniata Klug 1834 - moleyrei Maindron 1878 - morawitzi Schletterer 1890 - nambui Habu 1977 - namibica Boucek 1974 - nigerrima Kohl 1908 - nigripyga Boucek 1974 - niticoxa Boucek 1974 - obsoleta Klug 1834 - opalescens Weld 1922 - ornata Westwood 1839 - osmiae Boucek 1974 - parvula Boucek 1974 - pediculata Guérin-Méneville 1844 - petiolata Fabricius 1787 - pictipyga Boucek 1974 - poeyi Guérin-Méneville 1844 - procera Schletterer 1890 - propinqua Schletterer 1890 - pubescens Boucek 1974 - pulchella Crawford 1915 - pulchriceps Cameron 1909 - pyriformis (Weld 1922) - regalis Westwood 1874 - reversa Boucek 1974 - rieki Boucek 1974 - rileyi Schletterer 1890 - robertsoni Crawford 1909 | - - robusta Weld 1922 - rostrata Boucek 1974 - santarema Walker 1862 - schlettereri Schulthess-Schindler 1899 - sedlaceki Boucek 1974 - signifera Boucek 1974 - sinensis Walker 1862 - slossonae Weld 1922 - speifera Walker 1862 - sumichrastii Cresson 1872 - texana Cresson 1872 - tricolor Kirby 1883 - varicollis Cameron 1909 - ventricosa Boucek 1974 - versicolor Boucek 1974 - violaceipennis Strand 1911 - williamsi Boucek 1974 - xylocopae Burks 1961 - yasumatsui Habu 1961 - Genre Micrapion Kriechbaumer 1894 - biimpressum Boucek 1974 - bilineatum Kriechbaumer 1894 - clavaforme Steffan 1948 - congoense Steffan 1948 - dalyi Boucek 1974 - dolichum Boucek 1974 - flavocinctum (Kieffer 1905) - lugubre Boucek 1974 - nasutum Boucek 1974 - punctulatum Boucek 1974 - richardsi Boucek 1974 - steffani Boucek 1974 - Genre Neleucospis Boucek 1974 - masculina Boucek 1974 - Genre Polistomorpha Westwood 1839 - atrata Boucek 1974 - conura Boucek 1974 - fasciata (Westwood 1874) - femorata Boucek 1974 - nitidiventris Ducke 1906 - sphegoides Walker 1862 - surinamensis (Westwood 1839) |

## Biologie
Toutes les espèces de Leucospidae sont ectoparasites de larves d’hyménoptères aculéates, principalement de Megachillidae, mais on les rencontre parasitant les familles suivantes :
- Apidae (genres Antophtora, Euglossa, Xylocopa),
- Eumenidae (Xenorynchium),
- Megachillidae (Anthidiellum, Anthidium, Chalicodoma, Hoplitis, Megachille, Osmia, Stelis),
- Mellitidae (Ctenoplectra),
- Sphecidae (Chalybion, Psenulus, Sphex),
- Vespidae (Ancistrocerus, Anterhynchium, Calligaster)